# Beatrice Ask

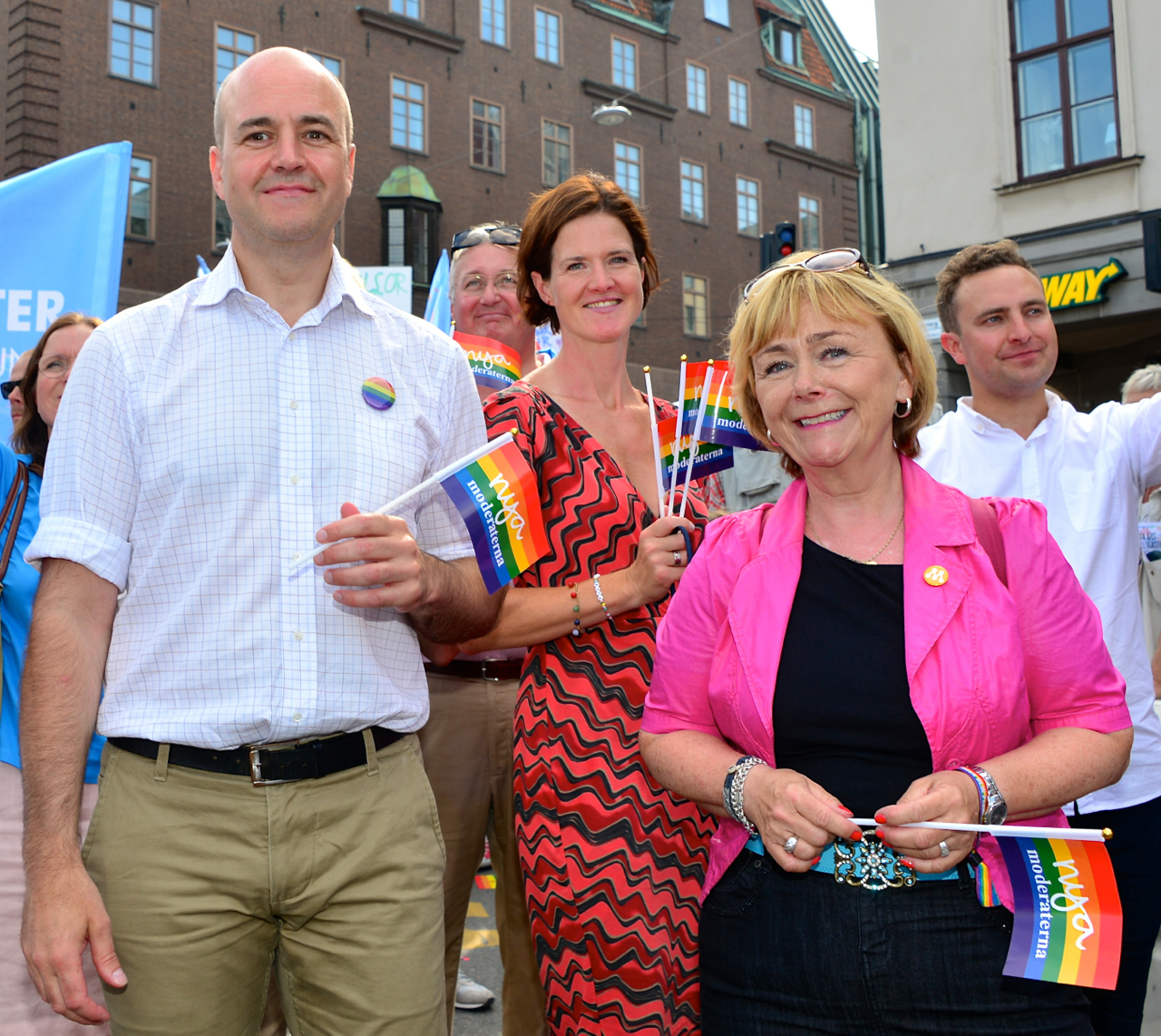
Moderaterna i den avslutande Prideparaden under Stockholm Pride 2014. Från vänster: Fredrik Reinfeldt, Anna Kinberg Batra, Beatrice Ask, Tomas Tobé. I bakgrunden Sten Nordin.

Eva Carin Beatrice Ask, född 20 april 1956 i Sveg, Härjedalen, är en svensk politiker (moderat) och ämbetsman. 
Hon är ordförande för Finansinspektionens styrelse sedan 2024.
Ask var skolminister 1991–1994 och justitieminister 2006–2014. Hon var riksdagsledamot för Stockholms kommuns valkrets 1994–2019 och var ålderspresident i Sveriges riksdag 2018–2019. Hon var landshövding i Södermanlands län 2020–2025.

## Utbildning
Ask studerade 1978–1979 vid internationella ekonomlinjen vid Uppsala universitet, men studierna resulterade inte i någon examen.

## Politisk karriär

### Tidig karriär (1984–1991)
Ask var förbundsordförande i Moderata ungdomsförbundet 1984–1988 och blev skolborgarråd i Stockholms kommun 1988, en post hon innehade fram till valet 1991.

### Skolminister (1991–1994)
Ask blev statsråd i utbildningsdepartementet och skolminister 1991–1994. Asks kanske mest betydelsefulla politiska åtgärder som skolminister var friskolereformen, som hon lade fram tillsammans med dåvarande utbildningsminister Per Unckel, och införandet av den nya läroplanen för gymnasieskolan 1994.

### Riksdagsledamot (1994–2019)
I riksdagsvalet 1994, som ledde till regeringsskifte, blev hon invald i riksdagen. Där var hon vice ordförande i utbildningsutskottet 1994–2002. Hon blev därefter ledamot i justitieutskottet och Moderaternas talesman i rättsfrågor 2002–2006 samt ledamot i EU-nämnden 2004–2006. 
Efter tiden som justitieminister (se nedan) var hon 2014–2017 ordförande för justitieutskottet, vilket hon under hösten 2017 bytte till att vara tillfällig ordförande för konstitutionsutskottet. Därefter blev hon ledamot i försvarsutskottet, och efter valet 2018 blev hon Moderaternas försvarspolitiska talesperson. Från februari 2019 var hon även ordförande i försvarsutskottet.
Ask var efter valet 2018 riksdagens ålderspresident.

### Justitieminister (2006–2014)
Efter regeringsskiftet 2006 övertog hon (som den tredje icke-juristen genom historien) posten som Sveriges justitieminister. Under hennes tid som justitieminister skärptes straffen för bland annat mord, våldsbrott och sexualbrott. Hon arbetade också för att livstidsstraffet ska utdömas oftare. Hon var även ansvarigt statsråd för den stora omorganisationen av polisen som innebar att 21 lokala polismyndigheter och Rikspolisstyrelsen slogs samman och ersattes av den nya Polismyndigheten 1 januari 2015. 
Under våren 2010 kom hon med ett utspel att misstänkta sexköpare ska få grälla, gredelina kuvert hemskickade till sig: ”Det är lite grann att du får skämmas på torget.” Hon fick kritik för detta av bland annat advokatsamfundets generalsekreterare Anne Ramberg som sa: ”Det är inte en acceptabel människosyn. Det är en återgång till medeltiden.” Även Lena Mellin på Aftonbladet kritiserade Ask med hänvisning till oskuldspresumtionen i Europakonventionen. Via ett pressmeddelande tog Ask tillbaka uttalandet och sa: ”En viktig utgångspunkt för ett rättssamhälle är att alla ska betraktas som oskyldiga till dess motsatsen bevisats.”
2012 framkom att Ask hade hemligstämplat alla Säpos utgifter, med hänvisning till att det skulle vara farligt för rikets säkerhet om allt gick att granska.
Ask ställde sig bakom det kritiserade projektet Reva, som syftade till att verkställa fler avvisningar av papperslösa invandrare och asylsökande med avvisningsbeslut. ”Varje typ av mediediskussion leder inte till olika typer av åtgärder. Jag tycker att det är bra att frågorna belyses men jag har inga planer på att göra några förändringar i dagsläget. Upplevelsen av varför någon har frågat mig kan vara väldigt personlig. För att göra en bedömning av om polisen arbetar enligt lagar och regler så måste man ha helhetsperspektivet.”
2014 efterträddes hon på posten av Morgan Johansson. Samtidigt efterträdde hon Johansson som ordförande i riksdagens justitieutskott.

## Efter politiken
Ask utsågs till landshövding i Södermanlands län den 6 december 2019 och tillträdde 1 januari 2020. Hennes förordnande gick ut 31 mars 2025.
Hon är också ordförande för Finansinspektionens styrelse sedan 25 april 2024, på ett förordnande som gäller till och med 20 april 2027.

## Privatliv
Beatrice Ask var tidigare sammanboende med Christer G. Wennerholm, och har en son tillsammans med honom.

## Utmärkelser
- H. M. Konungens medalj i guld av 12:e storleken i Serafimerordens band (Kon:sGM12mserafb, 2020) för framstående samhällsinsatser[18]